# Joseph F. Wingate
Joseph Ferdinand Wingate (* 29. Juni 1786 in Haverhill, Essex County, Massachusetts; † in South Windsor, Maine) war ein US-amerikanischer Politiker. Zwischen 1827 und 1831 vertrat er den Bundesstaat Maine im US-Repräsentantenhaus.

## Werdegang
Wingate erhielt nur eine eingeschränkte Schulausbildung und wurde dann in Bath im Handel tätig. In den Jahren 1818 und 1819 saß er als Abgeordneter im Repräsentantenhaus von Massachusetts. Von 1820 bis 1824 war er bei der Zollbehörde im Hafen von Bath beschäftigt.
Bei den Kongresswahlen des Jahres 1826 wurde Wingate im dritten Wahlbezirk von Maine in das US-Repräsentantenhaus in Washington, D.C. gewählt. Dort trat er am 4. März 1827 die Nachfolge von Ebenezer Herrick an. Nach einer Wiederwahl im Jahr 1828 konnte er bis zum 3. März 1831 zwei Legislaturperioden im Kongress absolvieren. Diese waren von den Diskussionen um die Politik des seit 1829 amtierenden Präsidenten Andrew Jackson überschattet. Dabei ging es um die Umsetzung des Indian Removal Act, den der Präsident gegen ein Urteil des Obersten Bundesrichters John Marshall durchführen ließ.
Nach seinem Ausscheiden aus dem Kongress verliert sich die Spur von Joseph Wingate. Er starb in South Windsor; sein genaues Sterbedatum ist nicht überliefert.